# Scheloribates saxicola
Scheloribates saxicola är en kvalsterart som först beskrevs av Halbert 1920.  Scheloribates saxicola ingår i släktet Scheloribates och familjen Scheloribatidae. Inga underarter finns listade i Catalogue of Life.